# Harpegnathos
Harpegnathos ist eine kleine Ameisengattung der Urameisen, die in Süd- und Südostasien vorkommt. Sie zeichnet sich durch ihre Sprungkraft, eine komplexe Koloniestruktur und große bis sehr große Arbeiterinnen aus, die leicht an ihren langen Mandibeln und großen Augen zu erkennen sind.

## Merkmale

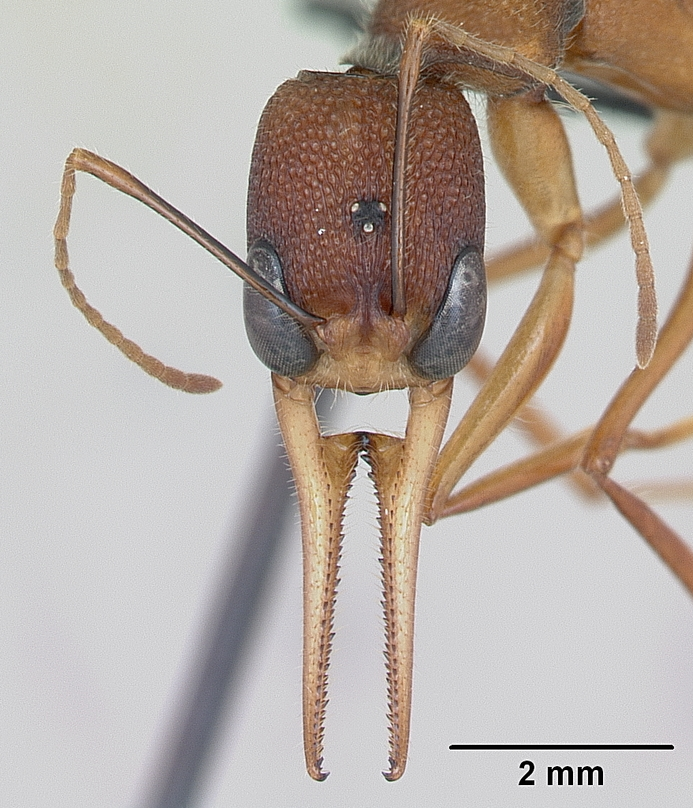
Kopfansicht einer Arbeiterin von Harpegnathos saltator, die die charakteristischen langen, sensenförmigen Mandibeln zeigt

Harpegnathos ist vom Aussehen her eine markante Gattung, die sehr an die in Australien vorkommenden Myrmecia erinnert. Wie Myrmecia hat Harpegnathos sehr große Augen, da sich beide bei der Jagd hauptsächlich auf ihr Sehvermögen verlassen und nicht wie die meisten anderen Ameisen Pheromonspuren legen. Ebenso wie Myrmecia haben sie große Kiefer, da die Arbeiterinnen aufgrund des Fehlens von Pheromonsignalen als Einzelgängerinnen jagen und die Nahrung in ihren Kiefern zum Nest zurücktragen müssen, da ihnen auch ein sozialer Magen fehlt.
Wie alle Arten der Urameisen (Ponerinae) besitzen die Mitglieder der Gattung ein knotenförmiges Stielchenglied (Petiolus) ohne Postpetiolus. Zwischen dem ersten und zweiten Segment der Gaster, dem mehr oder weniger bauchigen hinteren Abschnitt des Hinterleibs, befindet sich eine deutliche Einschnürung.

### Funktionen der Mandibeln

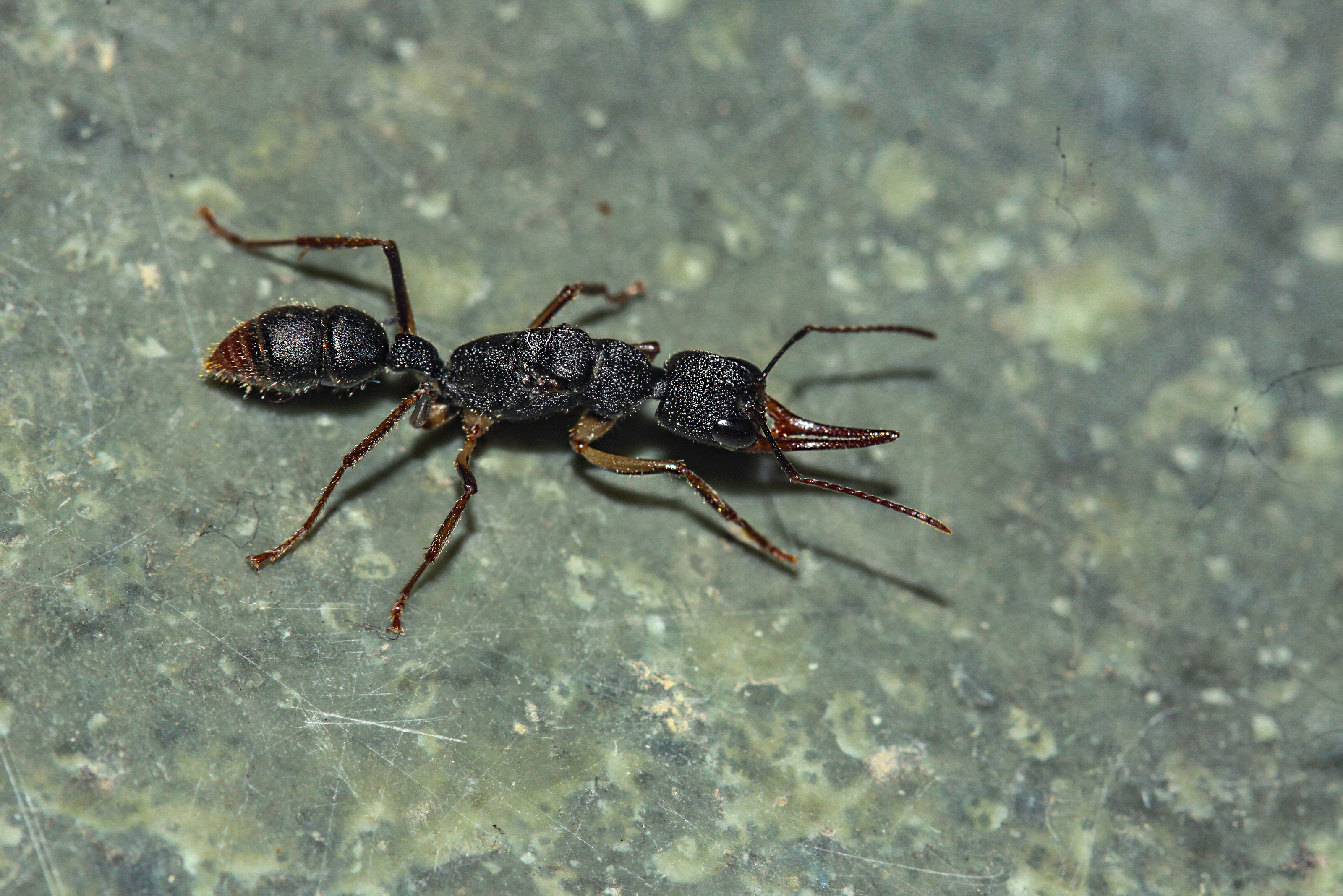
Harpegnathos venator in Dehradun, Uttarakhand, Indien.

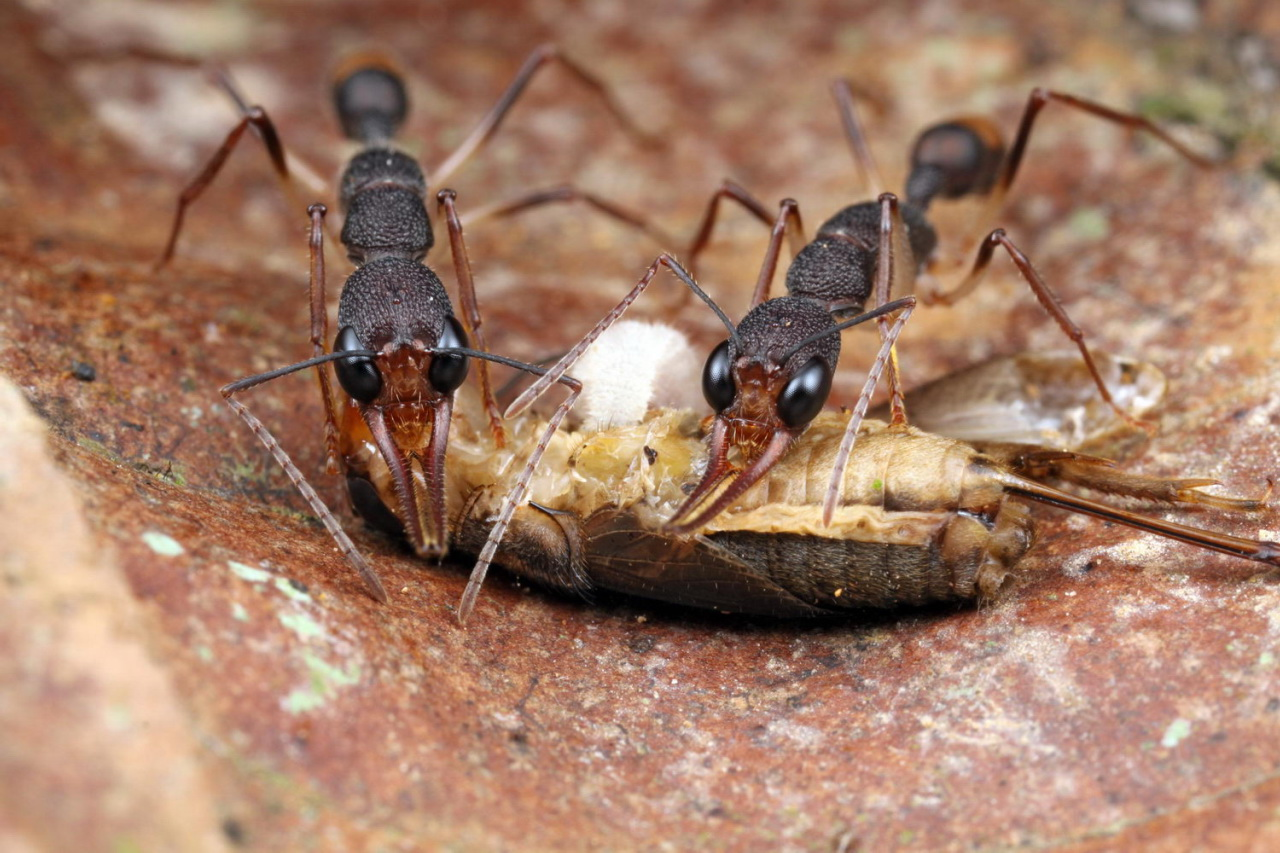
Zwei Harpegnathos-Arbeiterinnen mit Beute im malaysischen Danum-Tal.

Die Mandibeln der Ameise sind in mehrere Segmente unterteilt, die sich in ihrer Struktur unterscheiden. So verfügen die Mandibeln im distalen bis mittleren Teil über doppelreihige, nicht parallele Zähne, die ein kräftiges Festhalten ermöglichen. Im proximalen Teil haben die Mandibeln eine glatte Einbuchtung, die ausschließlich zum sanften Greifen der Ameiseneier dient. Die Mandibeln können um zwei orthogonale Achsen gedreht werden, wodurch sich der Abstand und die Konfiguration der Mandibeln gleichzeitig ändern. Dies ermöglicht es der Ameise, sie für verschiedene Zwecke von Angriff und Jagd bis hin zur sorgfältigen Pflege der Eier zu verwenden.

## Koloniestruktur
Harpegnathos hat eine komplexe Koloniestruktur, die sich von der anderer Gattungen unterscheidet. Eine Kolonie produziert einerseits Königinnen, die aus ihrer Geburtskolonie ausfliegen, sich mit fremden Männchen paaren und neue Kolonien gründen. Im Unterschied zu anderen Ameisenarten können jedoch auch manche Arbeiterinnen, die als Gamergaten bezeichnet werden, befruchtet werden und Eier legen. Im Fall von Harpegnathos saltator werden die Gamergaten meist von Männchen aus derselben Kolonie (ihren Brüdern) befruchtet. Nach dem Tod der Königin, können ein oder mehrere Gamergaten an ihre Stelle treten und sich in der Kolonie fortpflanzen. Es werden dann weitere Königinnen produziert, die ausfliegen und neue Kolonien gründen. Die Kombination aus Königinnen- und Gamergaten-Fortpflanzung, die auch gleichzeitig Eier legen können, ist eine Strategie, die zu einer verlängerten Lebensdauer der Kolonien führt. Insbesondere erlaubt dieser Mechanismus den Erhalt des wertvollen Nests auch nach dem Tod der Königin.

## Verbreitung
Die Arten der Gattung sind in Süd- und Südostasien in den Staaten Bangladesch, Borneo, Kambodscha, China, Indien, Indonesien, Laos, Malaysia, Myanmar, Philippinen, Sri Lanka, Thailand und Vietnam verbreitet.

## Systematik und Taxonomie
Die Gattung wurde 1851 von Thomas C. Jerdon etabliert, um die Art Harpegnathos saltator aufzunehmen, die in Indien gefunden worden war. In dem Glauben, dass der Name aufgrund von Homonymie nicht mehr verfügbar wäre, stellte Frederick Smith (1858) den unnötigen Ersatznamen Drepanognathus auf (heute ein Synonym von Harpegnathos). Eine Zeit lang wurden beide Namen in Veröffentlichungen anderer Autoren verwendet, bis der ursprüngliche Name wiederhergestellt wurde. Eine neue Art wurde mit Harpegnathos empesoi zuletzt 1963 beschrieben, so dass heute insgesamt sieben Harpegnathos-Arten und vier weitere Unterarten beschrieben sind. Die Gattung gehört innerhalb der Unterfamilie der Urameisen zur Tribus Ponerini und ist eng mit den anderen Gattungen dieser Tribus verwandt. Sie ist wahrscheinlich die Schwestergattung aller anderen Ponerini.

### Arten
- Harpegnathos empesoi Chapman, 1963
- Harpegnathos hobbyi Donisthorpe, 1937
- Harpegnathos macgregori Wheeler & Chapman, 1925
- Harpegnathos medioniger Donisthorpe, 1942
- Harpegnathos pallipes (Smith, 1858)
- Harpegnathos saltator Jerdon, 1851
- Harpegnathos venator (Smith, 1858)